# رودولفو گراتزیانی
رودولفو گراتسیانی (به ایتالیایی: Rodolfo Graziani) از فرماندهان اصلی موسولینی در جنگ‌های استعماری و جهانی پادشاهی ایتالیا در نبرد شمال آفریقا بود. او که متولد ۱۱ اگوست ۱۸۸۲ در فیله تینو بود در ۱۹۰۳ به ارتش پیوست و به عنوان جوان‌ترین سرهنگ در ارتش سلطنتی در جنگ جهانی اول خدمت کرد او جایگاه خود را در جنگ‌های لیبی اتیوپی و همچنین در خلال جنگ جهانی دوم (در ارتش دهم ایتالیا) بدست آورد.

گراتزیانی افسر ارتش سلطنتی ایتالیا و همچنین وزیر دفاع موسولینی در دولت کم عمر جمهوری سوسیالیستی ایتالیا درست قبل از اتمام جنگ جهانی بود (دولتی که موسولینی در مقابل دولت ویکتور امانوئل سوم و مارشال بادولیو در شمال کشور برپا کرده بود). بنا بر رأی دادگاه ملی ایتالیا در مورد پیروی وی از دستور او فقط چند ماه زندان را به‌جای محکومیت ۱۹ ساله‌اش که توسط دادگاه نظامی در نظر گرفته شده بود گذراند.
۱۹ سال حکم زندان او بخاطر نزدیکی او به دولت فاشیست ایتالیا و همچنین جنایت‌های جنگی او در اتیوپی و لیبی به همراه مارشال بادولیو در خلال جنگ و در زمان فرمانداری نظامی او در اتیوپی بود؛ حکمی که البته تحت عنوان  پیروی از دستور نقض شد.
او در ۱۹۵۳ رئیس افتخاری حزب حرکت سوسیالیستی ایتالیا شد. در ۱۹۵۵ در سن ۷۲ سالگی در رم به مرگ طبیعی در گذشت.